# 布里亞科韋 (瓦爾基區)
49°44′35″N 35°33′39″E / 49.74306°N 35.56083°E
布里亞科韋（烏克蘭語：Бурякове）是位於烏克蘭東部的村莊，由哈爾科夫州博霍杜希夫區的瓦爾基市鎮負責管轄。該村始建於1700年，面積2.49平方公里，海拔高度151米，2001年人口10，人口密度每平方公里4.02人。